# Illgau
Illgau é uma comuna da Suíça, no Cantão Schwyz, com cerca de 763 habitantes. Estende-se por uma área de 10,9 km², de densidade populacional de 70 hab/km². Confina com as seguintes comunas: Muotathal, Oberiberg, Svitto (Schwyz).
A língua oficial nesta comuna é o Alemão.